# Meute

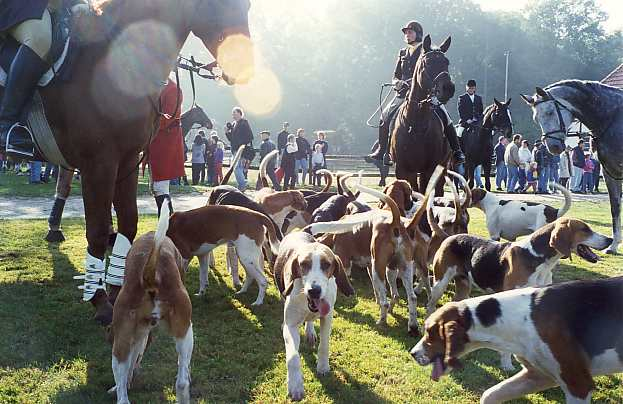
Een meute jachthonden in Duitsland.

Een meute of drift is een groep jachthonden die als groep – de meute – door mensen is samengebracht voor de jacht, bijvoorbeeld de vossenjacht. Een aantal rassen van jachthonden zijn speciaal ook geschikt om te jagen in een meute. Bijvoorbeeld:
- Basset artésien normand
- Faraohond
- Ogar polski
- Porcelaine
- Pronkrug
- Segugio italiano (langharig en kortharig)

## Trivia
- De term meute wordt ook wel gebruikt voor een groep mensen, waarbij de beweeglijkheid van die groep centraal staat. Bijvoorbeeld een meute oproerkraaiers.